# Bethlehem, Pennsylvania
Bethlehem là một thành phố tại các quận quận Lehigh và quận Northampton ở vùng Lehigh Valley của miền đông Pennsylvania, ở Hoa Kỳ. Theo điều tra dân số năm 2000, thành phố có tổng dân số là 71.329 người, (2008 ước tính dân số là 72.241), khiến cho nó là thành phố lớn thứ sáu ở Pennsylvania, sau khi Philadelphia, Pittsburgh, Allentown, Erie, và Reading [3.]
Bethlehem nằm ở trung tâm của Thung lũng Lehigh, một vùng 731 dặm vuông (1.893 km ²) đó là nơi sinh sống củ hơn 800.000 người. Thung lũng bao trùm một bộ ba các thành phố (Bethlehem, Allentown và Easton) trong vòng hai huyện (Lehigh và Northampton), làm cho nó Pennsylvania lớn thứ ba khu vực đô thị. Nhỏ hơn Allentown nhưng lớn hơn Easton, Bethlehem là lần thứ hai Thung lũng Lehigh của thành phố đông dân nhất.
Có ba phần tổng thể của thành phố, Bắc Bethlehem, Nam và Tây Bethlehem Bethlehem. Mỗi phần đã thịnh vượng tại thời điểm khác nhau trong sự phát triển của thành phố và mỗi khu vực có đã được công nhận theo đăng ký quốc gia về lịch sử địa danh.
Trong tháng 7 năm 2006, tạp chí Money đã chọn Bethlehem là một trong những "100 địa điểm tốt nhất để sinh sống" [. 4] Nó được xếp thứ 88.

## Thông tin nhân khẩu
Theo điều tra dân số năm 2008, Hoa Kỳ Cục dự tính  Bethlehem đã có 71.608 cư dân. 78,8% dân số là người Mỹ trắng, 4,8% người Mỹ gốc Phi, 2,9% người châu Á, 0,1% người Mỹ bản xứ, 0,0% đảo Thái Bình Dương, 10,3% là của một số chủng tộc khác, và 3,1% là của hai hoặc nhiều chủng tộc. Hispanic hoặc Latino được 22,9% dân số. 5,0% của tất cả các đơn vị nhà ở đã được bỏ trống. 15,9% của tất cả mọi người đang sống dưới mức nghèo khổ.
Theo điều tra dân số 2 năm 2000, đã có 71.329 người sống trong thành phố, trong đó có 17.094 gia đình và 28.116 hộ gia đình. Mật độ dân số là 3,704.4 người mỗi dặm vuông (1,429.9 / km ²). Có 29.631 đơn vị nhà ở với mật độ trung bình là 1,538.8 / sq mi (594.0/km ²). Cơ cấu chủng tộc của dân thành phố là 81,85% người da trắng, 3,64% người Mỹ gốc Phi, 0,26% người Mỹ bản xứ, 2,22% người châu Á, Thái Bình Dương 0,03%, 9,44% từ các chủng tộc khác, và 2,56% từ hai hoặc nhiều chủng tộc. Hispanic hay Latino thuộc chủng tộc nào được 18,23% dân số. Thành phố được đặt tên là "thành phố phát triển nhanh nhất Pennsylvania". 
Có 28.116 hộ, trong đó 26,3% có trẻ em dưới 18 tuổi sống chung với họ, 44,1% là đôi vợ chồng sống với nhau, 12,8% có chủ hộ là nữ không có mặt chồng, và 39,2% là không lập gia đình. 32,3% các hộ gia đình đã được tạo thành từ các cá nhân và 14,4% có người sống một mình 65 tuổi trở lên đã được người. Bình quân mỗi hộ là 2,34 và cỡ gia đình trung bình là 2,95.
Trong thành phố này, cơ cấu độ tuổi dân cư với 21,0% ở độ tuổi dưới 18, 14,4% 18-24, 26,6% 25-44, 20,1% 45-64, và 17,9% 65 tuổi trở lên. Tuổi trung bình là 36 năm. Cứ mỗi 100 nữ có 91,5 nam giới. Cứ mỗi 100 nữ 18 tuổi trở lên, có 88,6 nam giới.
Thu nhập trung bình cho một hộ gia đình trong thành phố là $ 35.815, và thu nhập trung bình cho một gia đình là $ 45,354. Nam giới có thu nhập trung bình $ 35.190 so với 25.817 $ cho phái nữ. Thu nhập trên đầu cho thành phố là 18.987 $. Giới 11,1% gia đình và 15,0% dân số sống dưới mức nghèo khổ, bao gồm 20,7% những người dưới 18 tuổi và 8,8% có độ tuổi từ 65 trở lên.
Thành phố được phục vụ bởi sân bay quốc tế Lehigh Valley, sân bay phục vụ cả Allentown, Pennsylvania và khu vực lớn hơn ở Lehigh Valley.